# Forme symplectique
Une  forme symplectique est un objet mathématique à la base de la géométrie symplectique et intervenant - avec des caractéristiques différentes - dans les espaces vectoriels ; dans les fibrés vectoriels ; sur les variétés différentielles.

## Espace vectoriel symplectique
En algèbre linéaire, une forme symplectique sur un espace vectoriel {\displaystyle V} est une forme bilinéaire non dégénérée alternée {\displaystyle \omega :V\times V\to \mathbb {R} }. Un espace vectoriel muni d'une forme symplectique est nommé espace vectoriel symplectique.
Exemples :
- {\displaystyle (\mathbb {R} ^{2n},\omega )} où {\displaystyle \omega =\sum _{k=1}^{n}e_{k}^{*}\wedge f_{k}^{*}}, pour {\displaystyle (e_{k}^{*},f_{k}^{*})_{k=1,...,n}} la base duale canonique de {\displaystyle \mathbb {R} ^{2n}}, est un espace vectoriel symplectique.
- Si {\displaystyle W} est un espace vectoriel réel et {\displaystyle V:=W\oplus W^{*}} alors {\displaystyle (V,\omega )} est un espace vectoriel symplectique pour {\displaystyle \omega ((w_{1}\oplus \alpha _{1}),(w_{2}\oplus \alpha _{2})):=\alpha _{1}(w_{2})-\alpha _{2}(w_{1})} où  {\displaystyle w_{1},w_{2}\in W} et {\displaystyle \alpha _{2},\alpha _{2}\in W^{*}}

## Fibré symplectique
En géométrie différentielle, une forme symplectique sur un fibré vectoriel réel {\displaystyle E\to M} est une section globale lisse {\displaystyle \omega } du fibré {\displaystyle E^{*}\wedge E^{*}\to M} qui est non dégénérée fibre par fibre. Un fibré vectoriel muni d'une forme symplectique est nommé fibré vectoriel symplectique.
Remarques :
- Une forme symplectique de fibré symplectique est une famille lisse {\displaystyle \{\omega _{x}\}_{x\in M}} de formes symplectiques d'espaces vectoriels dont les espaces vectoriels en question sont les fibres {\displaystyle E_{x}} du fibré {\displaystyle E\to M}.

Exemples :
- Si {\displaystyle F\rightarrow M} est un fibré vectoriel réel et {\displaystyle E:=F\oplus F^{*}} alors {\displaystyle (E,\omega )}, où

{\displaystyle \omega _{x}((w_{1}\oplus \alpha _{1}),(w_{2}\oplus \alpha _{2})):=\alpha _{1}(w_{2})-\alpha _{2}(w_{1}),\quad \forall x\in M,\;\forall w_{1},w_{2}\in F_{x},\;\forall \alpha _{2},\alpha _{2}\in F_{x}^{*}},
est un fibré vectoriel symplectique sur {\displaystyle M}.
Ce dernier exemple montre la naturalité des formes symplectiques. Contrairement aux métriques riemanniennes, leur existence est mal comprise, mais au moins, elles viennent naturellement.

## Variété symplectique
Toujours en géométrie différentielle, une forme symplectique sur une variété différentielle {\displaystyle M} est une 2-forme différentielle {\displaystyle \omega } qui est :
1. fermée (au sens de la différentielle extérieure), i.e. {\displaystyle \mathrm {d} \omega =0} ;
2. non dégénérée (fibre par fibre), i.e. pour tout {\displaystyle v\in TM} non nul, {\displaystyle \omega (v,\cdot )} est non nul.

Une variété différentielle munie d'une forme symplectique est nommé variété symplectique.
Remarques :
- La forme symplectique {\displaystyle \omega } d'une variété symplectique {\displaystyle (M,\omega )} est aussi une forme symplectique de fibré vectoriel dont le fibré en question est le fibré tangent {\displaystyle TM} de la variété différentielle {\displaystyle M}. Toutefois, ici, on ajoute la condition de fermeture {\displaystyle \mathrm {d} \omega =0}. Lorsque {\displaystyle \omega } est une forme symplectique pour le fibré {\displaystyle TM} mais qu'elle ne vérifie pas forcément la condition de fermeture {\displaystyle \mathrm {d} \omega =0}, la paire {\displaystyle (M,\omega )} est dit être une variété presque-symplectique.
- La condition d'être fermée d'une forme symplectique {\displaystyle \omega } d'une variété symplectique {\displaystyle (M,\omega )} implique, par le théorème de Darboux, qu'autour de tout point {\displaystyle x} de {\displaystyle M} il existe un système de coordonnées locales {\displaystyle (p_{k},q_{k})_{k=1,...,\dim M}} tel que {\displaystyle \omega } s'y écrive de manière canonique {\displaystyle \sum _{k=1}^{\dim M}\mathrm {d} p_{k}\wedge \mathrm {d} q_{k}}.
- L'existence des formes symplectiques sur les variétés différentielles est une question ouverte.

Exemples :
- Si {\displaystyle (M,\omega )} est une variété symplectique de dimension {\displaystyle 2n}, et que {\displaystyle P} est une sous-variété différentielle de {\displaystyle M}, alors :
  - Le fibré tangent de {\displaystyle M} se restreint en un fibré de rang {\displaystyle 2n} sur {\displaystyle P}, noté {\displaystyle T_{P}M\rightarrow P}. Et {\displaystyle (T_{P}M,\omega |_{T_{P}M})} est un fibré symplectique sur {\displaystyle P}.
  - Si en tout point {\displaystyle x} de {\displaystyle P}, la forme bilineaire {\displaystyle \omega _{x}} est non dégénérée en restriction à l'espace tangent {\displaystyle T_{x}P}, alors {\displaystyle (P,\omega |_{T_{P}P})} est une variété symplectique.